# Lunca, Mureș
Lunca là một xã thuộc hạt Mureș, România. Dân số thời điểm năm 2002 là 2854 người.